# Jazzrytmit
Jazzrytmit är Finlands största jazzmusiktidning, den utkom i pappersformat åren 1994–2008 och fortsatte därefter som webbtidning.
Jazzrytmit är medlem i kultur-, opinions- och vetenskapstidskrifternas förbund Kultti rf, en takorganisation för tidskrifter i Finland.